# Alena Švajbovič
Alena Petrovna Švajbovič, coniugata Ksenžyk (in bielorusso Алена Петровна Швайбовіч-Ксенжык?; Minsk, 3 febbraio 1966), è un'ex cestista sovietica, dal 1991 bielorussa.

## Carriera
Con l'Unione Sovietica ha disputato i Campionati europei del 1989 e i Campionati mondiali del 1990.
Con la Squadra Unificata ha disputato i Giochi olimpici di Barcellona 1992.